# Schloss Bruck (Peuerbach)

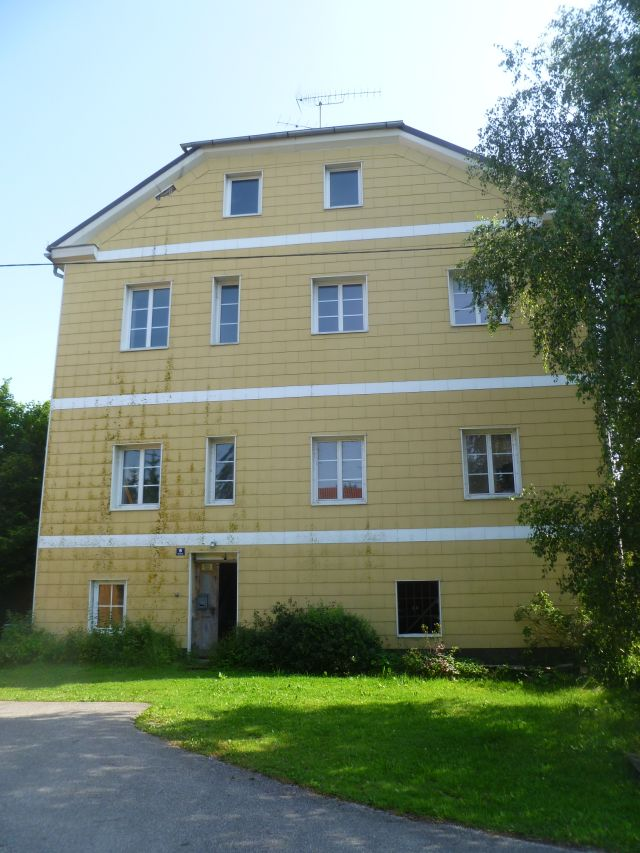
Rest von Schloss Bruck (2012)

Das Schloss Bruck befand sich in der Ortschaft Bruck an der Aschach der Gemeinde Peuerbach im Bezirk Grieskirchen.

## Geschichte

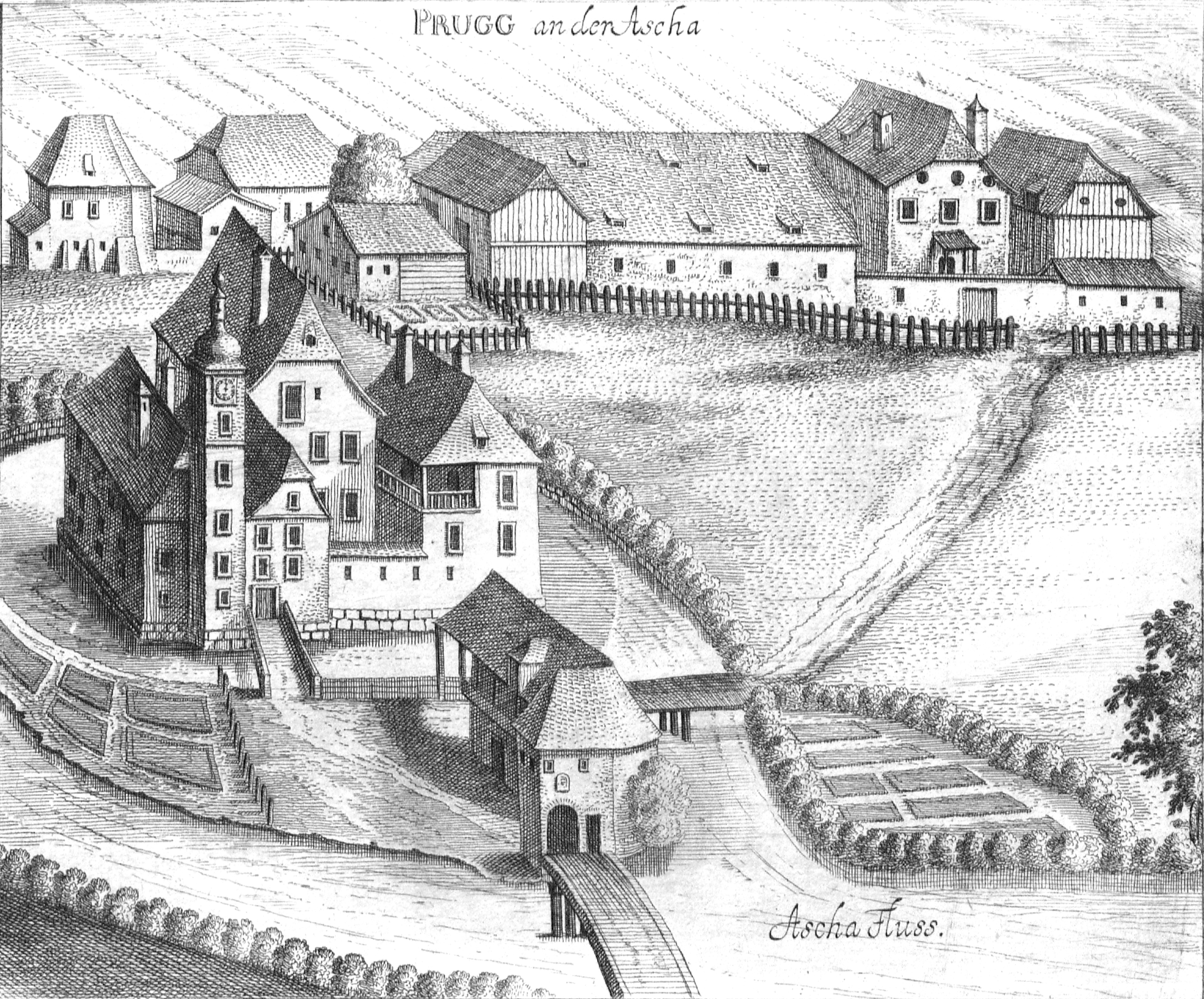
Bruck an der Aschach nach einem Stich von Georg Matthäus Vischer von 1674

Erbaut wurde ein Ansitz Bruck durch die Schaunberger um 1320 herum. Hanns Vatershaimer war Schaunberger Pfleger auf Bruck und Schloss Erlach. Eine Urkunde bezeugt Bruck im Jahr 1456. Damals war als Besitzer Hanns Vatershaimer ausgewiesen, der den Ansitz an seine Tochter Barbara vererbte. Diese brachte das Schloss 1494 als Heiratsgut in die Ehe mit Wolfgang Herleinsperger (Hörleinsberger) ein. Bei den Herleinspergern verblieb der Besitz bis 1609. Dann folgte Dietmar Schifer vom Schloss Dachsberg, der Bruck 1617 an Freiherrn Georg Achaz von Pollheim zu Puchheim verkaufte. Von diesem ging es an Wolf Jacob Strauß. 1646 wird Bruck als Schloss bezeichnet. Seine Tochter, die Witwe des Achaz von Pollheim, verkaufte das Schloss 1647 an Johann von Verdenberg. 1669 erwarb Georg von Kauthen das Schloss, tauschte es aber mit Georg Graf von Sinzendorf gegen ein anderes Gut ein. Unter den Sinzendorfern wurde der Gutsbestand von Bruck mit Peuerbach vereint. Wegen eines Verbrechens wurde Georg von Sinzendorf verurteilt und verlor alle seine Besitzungen. Diese gingen an den kaiserlichen Hofkanzler Dietrich von Strattmann über.
Der Meierhof wurde am 18. Dezember 1673 vom Grafen Georg Ludwig von Sinzendorf an Wolf Gessl verkauft.
Bis 1962 wurde das Schloss als Volksschule genutzt.

## Baugeschichte
Wie im Stich von Georg Matthäus Vischer von 1674 zu sehen ist, war Schloss Bruck ein auf einer kleinen Erhöhung stehender und von einem wasserführenden Graben umschlossener Ansitz. Der Wassergraben wurde von der Aschach gespeist. Das Gebäude war dreigeschoßig mit kleineren Parallelbauten an beiden Seiten. Eines dieser Nebengebäude zeigt einen sechsgeschoßigen Uhrturm. Der Zugang  zum Schloss war durch einen Torbau, zu dem eine Brücke über die Aschach führte, abgesichert.
Teile des Schlosses wurde 1792 abgetragen. Von dem Schloss war Anfang des 21. Jahrhunderts nur mehr das Hauptgebäude erhalten. Torturm, Seitengebäude und der umgebende Wassergraben (seit 1960) waren verschwunden.
Im Jahr 2020 ist das Schloss kaum mehr als Schlossbau zu erkennen. Das Gebäude ist dreigeschoßig und mit gelben Eternitschindeln verkleidet wie die daneben liegenden Gebäude des Sportplatzes. Das ursprüngliche Mauerwerk ist erhalten. Auch das Schopfwalmdach besteht noch. Durch das Ausbrechen von Fenstern und einen Anbau auf der linken Seite anstelle des Wohnerkers wurde das Erscheinungsbild sehr verändert.
Heute noch führt eine schöne Allee zum Schloss.
Das sehr renovierungsbedürftige, unbewohnte Gebäude steht nicht unter Denkmalschutz und soll 2021 abgerissen werden.